# Chytonix imitans
Chytonix imitans är en fjärilsart som beskrevs av Max Wilhelm Karl Draudt 1950. Chytonix imitans ingår i släktet Chytonix och familjen nattflyn. Inga underarter finns listade i Catalogue of Life.